# Campionat del món de corfbol sub-23
El campionat del món de corfbol sub-23 és una competició esportiva de corfbol de caràcter internacional organitzada per la Federació Internacional de Corfbol. El primer mundial sots'23 es va disputar a la Xina Taipei l'any 1994, i se celebra una edició cada quatre anys.

## Historial
| 1994 | Xina Taipei (Taipei)             | Països Baixos | 14-5  | Bèlgica     | Xina Taipei | 18-10 | Austràlia   | 8  |
| 1998 | Països Baixos (Diverses ciutats) | Països Baixos | 27–18 | Bèlgica     | Xina Taipei | 23-18 | Txèquia     | 12 |
| 2001 | Sud-àfrica (Pretoria)            | Països Baixos | 17-16 | Bèlgica     | Txèquia     | 15-12 | Xina Taipei | 9  |
| 2004 | Alemanya (Duisburg)              | Països Baixos | 20-17 | Bèlgica     | Alemanya    | 16-12 | Xina Taipei | 9  |
| 2008 | Xina Taipei (Kaohsiung)          | Països Baixos | 23-11 | Xina Taipei | Bèlgica     | 26-10 | Rússia      | 12 |
| 2012 | Catalunya (Barcelona)            | Països Baixos | 30-15 | Bèlgica     | Xina Taipei | 24-18 | Alemanya    | 12 |

| Selecció      | I Taipei Xina Taipei 1994 | II Diverses ciutats Països Baixos 1998 | III Pretoria Sud-àfrica 2001 | IV Duisburg Alemanya 2004 | V Kaohsiung Xina Taipei 2008 | VI Barcelona Catalunya 2012 | Participacions | Or | Argent | Bronze | Medalles | Finals | 1r-4t | 5é-8é | 9é-12é |
| ------------- | ------------------------- | -------------------------------------- | ---------------------------- | ------------------------- | ---------------------------- | --------------------------- | -------------- | -- | ------ | ------ | -------- | ------ | ----- | ----- | ------ |
| Països Baixos | Or                        | Or                                     | Or                           | Or                        | Or                           | Or                          | 6              | 6  |        |        | 6        | 6      | 6     |       |        |
| Bèlgica       | Argent                    | Argent                                 | Argent                       | Argent                    | Bronze                       | Argent                      | 6              |    | 5      | 1      | 6        | 5      | 6     |       |        |
| Xina Taipei   | Bronze                    | Bronze                                 | 4a                           | 4a                        | Argent                       | Bronze                      | 6              |    | 1      | 3      | 4        | 1      | 6     |       |        |
| Alemanya      |                           | 7a                                     | 6a                           | Bronze                    | 7a                           | 4a                          | 5              |    |        | 1      | 1        |        | 2     | 3     |        |
| Anglaterra    |                           |                                        |                              |                           | 6a                           | 5a                          | 2              |    |        |        |          |        |       | 2     |        |
| Catalunya     |                           | 12a                                    | 9a                           |                           | 5a                           | 6a                          | 4              |    |        |        |          |        |       | 3     | 1      |
| Portugal      |                           | 5a                                     |                              | 7a                        |                              | 7a                          | 3              |    |        |        |          |        |       | 3     |        |
| Hong Kong     |                           |                                        |                              | 10a                       | 10a                          | 8a                          | 3              |    |        |        |          |        |       | 1     | 2      |
| Austràlia     | 4a                        | 6a                                     | 7a                           | 6a                        | 9a                           | 9a                          | 6              |    |        |        |          |        | 1     | 3     | 2      |
| Índia         |                           |                                        |                              |                           |                              | 10a                         | 1              |    |        |        |          |        |       |       | 1      |
| Xina          |                           |                                        |                              |                           | 11a                          | 11a                         | 2              |    |        |        |          |        |       |       | 2      |
| Sud-àfrica    | 8a                        | 8a                                     | 5a                           | 9a                        | 12a                          | 12a                         | 6              |    |        |        |          |        |       | 3     | 3      |
| Rússia        |                           |                                        |                              | 8a                        | 4a                           |                             | 2              |    |        |        |          |        | 1     | 1     |        |
| Txèquia       | 5a                        | 4a                                     | Bronze                       | 5a                        | 8a                           |                             | 5              |    |        | 1      | 1        |        | 2     | 3     |        |
| Gran Bretanya | 7a                        | 10a                                    | 8a                           |                           |                              |                             | 3              |    |        |        |          |        |       | 2     | 1      |
| Polònia       |                           | 9a                                     |                              |                           |                              |                             | 1              |    |        |        |          |        |       |       | 1      |
| Hongria       | 6a                        | 11a                                    |                              |                           |                              |                             | 2              |    |        |        |          |        |       | 1     | 1      |
| TOTALS        | 8                         | 12                                     | 9                            | 10                        | 12                           | 12                          | 6              |    |        |        |          |        |       |       |        |

Vora roja = Organitzador

## La selecció catalana
La selecció catalana no va començar les seves participacions en els mundials sots'23 amb bon peu. Va debutar el 2 de novembre de 1998 en el segon campionat del món sots'23 que es va celebrar als Països Baixos, finalitzant en dotzena posició, i al campionat de 2001, disputat a Pretoria, va finalitzar en novena posició.
Després d'una edició sense participar, la d'Alemanya el 2004, Catalunya va reaparèixer a Kaohsiung el 2008, aconseguint una excel·lent cinquena posició. L'any 2012, la selecció catalana serà amfitriona d'aquesta competició, ja que el Mundial se celebrarà a Barcelona.

## Barcelona 2012
Barcelona va ser la seu del 6è Campionat del Món de corfbol sots'23 que es va celebrar del 13 al 20 d'octubre de 2012. Barcelona va ser la ciutat escollida, en el Congrés anual de la IKF que es va celebrar a Deinze (Bèlgica) el 2009, per davant de Moscou.

### Fase final
|  | Semifinals    | Semifinals    |    |          | Final       | Final |
|  |               |               |    |          |             |       |
|  |               |               |    |          |             |       |
|  | Alemanya      | 11            |    |          |             |       |
|  | Bèlgica       | 22            |    |          |             |       |
|  |               |               |    |          |             |       |
|  |               |               |    |          |             |       |
|  |               |               |    |          | Bèlgica     | 15    |
|  |               | Països Baixos | 30 |          |             |       |
|  |               |               |    |          |             |       |
|  |               |               |    |          |             |       |
|  |               |               |    |          | Tercer lloc |       |
|  |               |               |    |          |             |       |
|  | Països Baixos | 35            |    | Alemanya | 18          |       |
|  | Xina Taipei   | 17            |    |          | Xina Taipei | 24    |

### Classificació final
| Classificació final | Classificació final |
| ------------------- | ------------------- |
| 1                   | Països Baixos       |
| 2                   | Bèlgica             |
| 3                   | Xina Taipei         |
| 4                   | Alemanya            |
| 5                   | Anglaterra          |
| 6                   | Catalunya           |
| 7                   | Portugal            |
| 8                   | Hong Kong           |
| 9                   | Austràlia           |
| 10                  | Índia               |
| 11                  | Xina                |
| 12                  | Sud-àfrica          |

### Selecció catalana
La selecció catalana va finalitzar la competició en sisena posició en perdre el darrer partit davant la selecció anglesa.
Fase de grups
| 13 d'octubre |       |         |         |
| Catalunya    | 13-36 | Bèlgica | Detalls |

| 14 d'octubre |       |           |         |
| Portugal     | 19-20 | Catalunya | Detalls |

| 15 d'octubre |       |      |         |
| Catalunya    | 28-17 | Xina | Detalls |

| 16 d'octubre |       |             |         |
| Catalunya    | 32-35 | Xina Taipei | Detalls |

| 17 d'octubre |       |            |         |
| Catalunya    | 24-10 | Sud-àfrica | Detalls |

5è al 8è llocs
| 18 d'octubre |       |           |         |
| Hong Kong    | 10-23 | Catalunya | Detalls |

5è-6è llocs
| 20 d'octubre |       |            |         |
| Catalunya    | 10-11 | Anglaterra | Detalls |

## Kaohsiung 2008
El 5è Campionat del Món de corfbol sots'23 es disputà a Kaohsiung entre l'1 i el 8 de novembre de 2008, amb la participació de 12 seleccions nacionals. Els Països Baixos van guanyar la competició.

### Fase final
|  | Semifinals    | Semifinals    |    |        | Final       | Final |
|  |               |               |    |        |             |       |
|  |               |               |    |        |             |       |
|  | Xina Taipei   | 18            |    |        |             |       |
|  | Rússia        | 16            |    |        |             |       |
|  |               |               |    |        |             |       |
|  |               |               |    |        |             |       |
|  |               |               |    |        | Xina Taipei | 11    |
|  |               | PAÏSOS BAIXOS | 23 |        |             |       |
|  |               |               |    |        |             |       |
|  |               |               |    |        |             |       |
|  |               |               |    |        | Tercer lloc |       |
|  |               |               |    |        |             |       |
|  | Bèlgica       | 8             |    | Rússia | 10          |       |
|  | Països Baixos | 27            |    |        | Bèlgica     | 26    |

### Classificació final
| Classificació final | Classificació final |
| ------------------- | ------------------- |
| 1                   | Països Baixos       |
| 2                   | Xina Taipei         |
| 3                   | Bèlgica             |
| 4                   | Rússia              |
| 5                   | Catalunya           |
| 6                   | Anglaterra          |
| 7                   | Alemanya            |
| 8                   | Txèquia             |
| 9                   | Austràlia           |
| 10                  | Hong Kong           |
| 11                  | Xina                |
| 12                  | Sud-àfrica          |

### Selecció catalana
La selecció catalana va finalitzar la competició en cinquena posició després d'haver preparat el campionat amb dos partits davant la selecció neerladesa.
Fase de grups
| 1 de novembre - 19:30 |      |           |         |
| Taipei Xinès          | 26-8 | Catalunya | Detalls |

| 2 de novembre - 14:15 |       |           |         |
| Bèlgica               | 17-10 | Catalunya | Detalls |

| 3 de novembre - 10:45 |      |           |         |
| Hong Kong             | 8-20 | Catalunya | Detalls |

| 4 de novembre - 10:45 |       |           |         |
| Anglaterra            | 14-13 | Catalunya | Detalls |

| 5 de novembre - 16:00 |      |           |         |
| Austràlia             | 8-23 | Catalunya | Detalls |

5è al 8è llocs
| 6 de novembre - 16:00 |           |          |         |
| Catalunya             | 19-18(go) | Alemanya | Detalls |

5è-6è llocs
| 8 de novembre - 12:00 |      |           |         |
| Anglaterra            | 8-13 | Catalunya | Detalls |